# De son appartement
De son appartement è un film documentario del 2007 scritto, diretto e interpretato da Jean-Claude Rousseau. 

## Trama
Il regista si auto-confessa dentro il suo appartamento; recitando, di tanto in tanto, alcuni passaggi tratti da Berenice di Racine.

## Produzione
Realizzato interamente da Rousseau grazie all'ausilio di una videocamera digitale, è un film home-made, no-budget.
Il cineasta, in una sua dichiarazione, ha spiegato la genesi del progetto: 
(J. C. Rousseau, 2008)

## Accoglienza
Denis Brotto, in un saggio dedicato al cinema digitale, sostiene che il film segua una «linea di continuità con altre opere del passato quali Non Rendu, La nuit sans étoiles e Trois fois rien». Sempre l'autore lo considera uno degli esempi più importanti di video-diari moderni.